# Antonia Palacios
Antonia Palacios (* 13. Mai 1904 in Caracas; † 2001 ebenda) war eine venezolanische Schriftstellerin.
Durch ihren Bruder Inocente Palacios stand sie in engem Kontakt zu den Studenten der „Generación 1928“ (Generación del 28), die während der Studentenwoche (Semana de Estudiante, 6.2.-12. Februar 1928) den ersten groß angelegten Widerstand gegen den Diktator Juan Vicente Gómez initiierten.
1929 gründete sie einen Literaturzirkel („Cero de Teoréticos“), der von Gómez verboten wurde. 1934 schrieb sie unter dem Pseudonym „Mariana Avila“ erste Artikel in der Zeitschrift „Elite“. Nach dem Tode von Gómez im Dezember 1935 erhielt ihr Ehemann Carlos Eduardo Frías einen Diplomatenposten an der venezolanischen Botschaft in Paris. Sie studierte während ihres Aufenthalts in Frankreich bei Jean Piaget und Maria Montessori.
1938 Rückkehr nach Venezuela.
1939 übernahm sie eine leitende Funktion in der Frauengruppe Agrupación Cultural Femenina. 1940 wurde sie Präsidentin des 1. Venezolanischen Frauenkongresses in Caracas und nahm aktiv am 2. Venezolanischen Kongress der Kinder, den die Agrupación Cultural Femenina in Maracaibo organisierte, teil. Alejo Carpentier, der seit 1945 in der Werbeagentur ihres Mannes arbeitete, ermunterte sie, ihren 1938 begonnenen Roman „Ana Isabel, una niña decente“ zu Ende zu schreiben. Der 1946 fertiggestellte Roman wurde 1949 veröffentlicht. Von 1978 bis 1985 unterhielt sie in ihrem Haus eine Literaturwerkstatt, die die Zeitschrift „Hojas de Calicanto“ herausgab.
Als erste Venezolanerin wurde ihr 1976 der Premio Nacional de Literatura de Venezuela für El largo día ya seguro zuerkannt.

## Werke
- Antonia Palacios: Obras completas. Caracas: Universidad Católica Andrés Bello. Caracas 2002